# Flavio Sala
Flavio Sala (Boiano, en la provincia de Campobasso, Italia, 9 de mayo de 1983) es un guitarrista italiano.

## Biografía
Discípulo de Pasqualino Garzia en el Conservatorio de Campobasso, Italia, y Oscar Ghiglia en la prestigiosa Accademia Musicale Chigiana en Siena, estimulado por sus encuentros con Alirio Díaz y Paco de Lucía, Flavio Sala empieza la carrera como concertista a la edad de 18 años, después de ganarse varios premios en concursos internacionales (entre ellos el Primer Premio en el XXVI concurso de Gargnano, Michele Pittaluga de Alessandria en Italia, el Audience Vote en el concurso de San Francisco, el Primer Premio y Premio Fundación Vicente Emilio Sojo a la mejor interpretación de música venezolana, al XIV concurso Alirio Díaz de Carora, en Venezuela y el 2° Premio al concurso Aleksander Tansman en Polonia, un concurso para seis instrumentos.
Ha dado conciertos, giras y clases de guitarra en Europa, Rusia, Estados Unidos, Sur América, Cuba, en prestigiosos teatros y salas de concierto (Tchaikovski Concert Hall y Gnessin's Hall de Moscú, Leopold Auer Hall de Bloomington, Teatro Alirio Díaz de Carora en Venezuela, Teatro Bonci de Cesena, Sala del Conservatorio de Viena, Teatro Politeama de Palermo, Teatro del Museo del Hermitage de San Petersburgo, Palacio de la Legión de Honor de San Francisco, etc.), como solista, en dúo, trío, cuarteto, quinteto y como solista con la Orquesta Filarmónica di Torino, Orquesta Milano Clásica, State Hermitage Orchestra de San Petersburgo, Filarmónica de Moscú, Orquesta de la Nueva Rusia de Jury Bashmet, Primavera Symphony Orchestra de Kazan, Big Symphony Orchestra de Yekaterinburgo, Orquesta Sinfónica de Venezuela, Minas Gerais Symphony Orchestra, etc..
Ha colaborado y tocado con músicos de fama internacional, de estilo clásico (Huáscar Barradas, Hiba Al Kawas, Simone Sala, Daniel Binelli), jazz (Marcus Miller, Toninho Horta, Cliff Almond, Alex Acuña, Otmaro Ruiz, Giovanni Baglioni, Peppino D'Agostino, Cesar Orozco, Euro Zambrano), flamenco (Carles Benavent, Jorge Pardo, Rubem Dantas, Israel El Piraña, Alain Pérez Rodríguez) y pop (el cantante Mango, Rafael Pollo Brito).
Toca exclusivamente instrumentos construidos por el luthier italiano Camillo Perrella.

## Discografía
- 2005 – Flavio Sala Live at the Hermitage Theatre (Producido por Flavio Sala)
- 2008 – Encuentro (FelMay / Egea International)
- 2009 – Mi Alma Llanera - Music from Venezuela (Producido por Flavio Sala)
- 2010 – De La Buena Onda (Producido por Flavio Sala)
- 2011 – Flavio Sala plays POP (Producido por Flavio Sala)
- 2011 – Flavio Sala en vivo en Caracas (Producido por Flavio Sala)
- 2012 – I Maestri della Chitarra (Junto a la revista italiana de guitarra SEICORDE N° 110 - Ene/Mar 2012. Producido por Flavio Sala)
- 2013 – Flavio Sala (Junto a la revista italiana de música SUONARE NEWS N° 191. Producido por Flavio Sala)
- 2016 – Mi Guitarra y Mis Amores" (Producido por Flavio Sala)

## Colaboraciones
- 2010 – Nine White Kites (Peppino D'Agostino)
- 2011 – La Terra degli Aquiloni (Sony - Mango)
- 2011 – Duende (Simone Sala)